# Flying Camel
Il Flying Camel Football Team (in cinese: 飛駝足球隊) è stata una società calcistica taiwanese.

## Storia
La squadra fu fondata il 21 luglio 1973, ed era sotto il controllo del Ministero della Difesa della Repubblica di Cina. La squadra aveva vinto cinque campionati e cinque coppe nazionali, prima di sciogliersi.

## Palmarès

### Competizioni nazionali
- National Football League: 5

1983, 1984, 1985, 1988, 1993
- CTFA Cup: 5

1974, 1979, 1980, 1981, 1982